# Adolf Ahlsell
Adolf Ludvig Ahlsell, född 9 april 1844 i Katarina, Stockholm, död 2 februari 1916 i Stockholm, var ingenjör, överingenjör vid Stockholms gasverk och kapten vid Väg- och vattenbyggnadskåren. Han var far till ingenjören och företagaren Rudolf Ahlsell samt farfar till skådespelaren och regissören Herman Ahlsell.

## Biografi
Ahlsell studerade vid Teknologiska Institutet i Stockholm 1859–1862 och skaffade sig praktik genom tjänstgöring vid Statens Järnvägar 1862–1865. Åren 1865–1867 genomgick han civilingenjörskursen vid Krigshögskolan i Marieberg och därefter under åren 1867 till 1872 ägnade han sig åt järnvägsbyggande i Ryssland och Österrike. Mellan 1872 och 1873 var han stationsingenjör vid byggnationen av Bergslagernas Järnvägar. År 1873 utnämndes Ahlsell till löjtnant och 1886 till kapten vid Väg- och vattenbyggnadskåren, ur vilken han tog avsked 1891.
År 1873 utnämndes Ahlsell till andreingenjör vid Gaslysningsaktiebolaget i Stockholm. Stationerad vid Klaragasverket. Vid detta bolag blev han 1878 överingenjör och då staden 1884 övertog gasverket behöll Ahlsell denna post. Under den tid han ledde arbetena för huvudstadens belysning, utvidgade han detta gasverk till dubbla storleken samt byggde gasklockan vid Sabbatsberg (1884–85) och det stora Värtagasverket, av vilket den första fjärdedelen utfördes 1890–93 och den andra fullbordades 1902.  Under sin långa chefstid ökade gasförbrukningen i Stockholm från 4 till 35 miljoner kubikmeter. Han upprättade även förslag till gasverk i Göteborg, Gävle och Helsingborg samt till ombyggnader och utvidgningar av gasverken i flera andra städer.
Han konstruerade vidare Stockholms första elektricitetsverk, Brunkebergsverket vid Regeringsgatan (1890–92, sedermera utvidgat), samt Stockholms nya elektricitetsverk med växelströmcentral i Hjorthagen, Värtaverket jämte tre understationer inom staden. År 1908 avgick han från Stockholms gas- och elektricitetsverk.
På offentligt uppdrag företog han åtskilliga studieresor inom Europa. Han var 1884–1892 ordförande i Svenska Teknologföreningen.

## Referenser

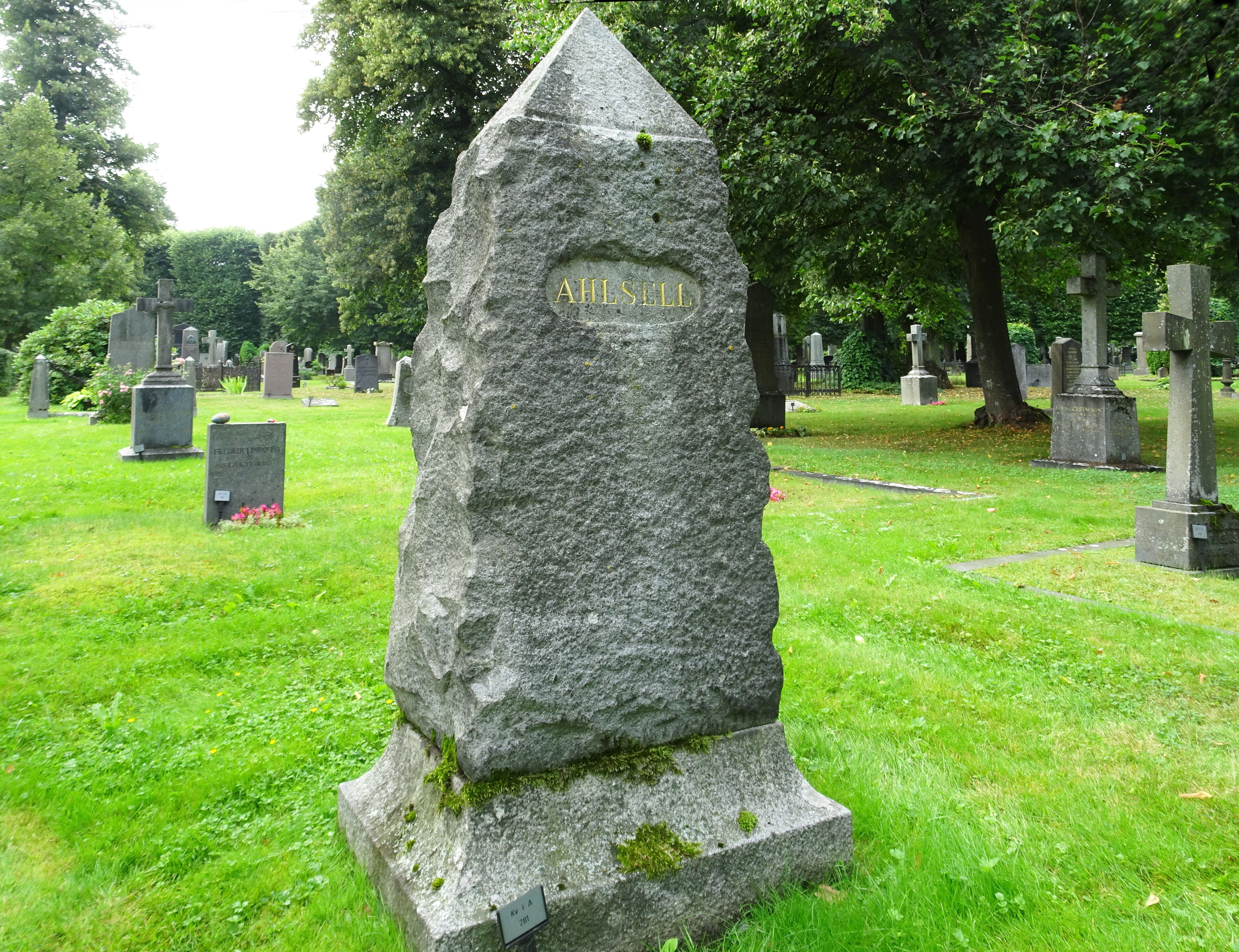
Ahlsells familjegrav på Norra begravningsplatsen, augusti 2022.